# 70e division d'infanterie (États-Unis)
Pour les articles homonymes, voir 70e division d'infanterie.
La 70e division d'infanterie (70th Infantry Division, surnommée Trailblazers, soit « pionnier ») est une unité de l'US Army lors de la Seconde Guerre mondiale. Elle est à la pointe de la VIIe Armée américaine lorsqu'elle celle-ci pénètre en Allemagne, au sud de Sarrebruck.
Elle est créée en 1943, au camp Adair en Oregon. Lors de la Seconde Guerre mondiale, elle est envoyée sur le front européen mais est désactivée dès le mois d'octobre 1945, après son retour aux États-Unis. 
Le terme de Trailblazers, surnom de l'unité, vient des pionniers s'étant installés dans l'Oregon et qui tracèrent les premières pistes (blazing trails en anglais) à travers les forêts de conifères du Nord-Ouest des États-Unis. Cette dénomination est adoptée dès la création de l'unité. L'insigne de l'unité fait aussi référence aux forêts de l'Oregon.

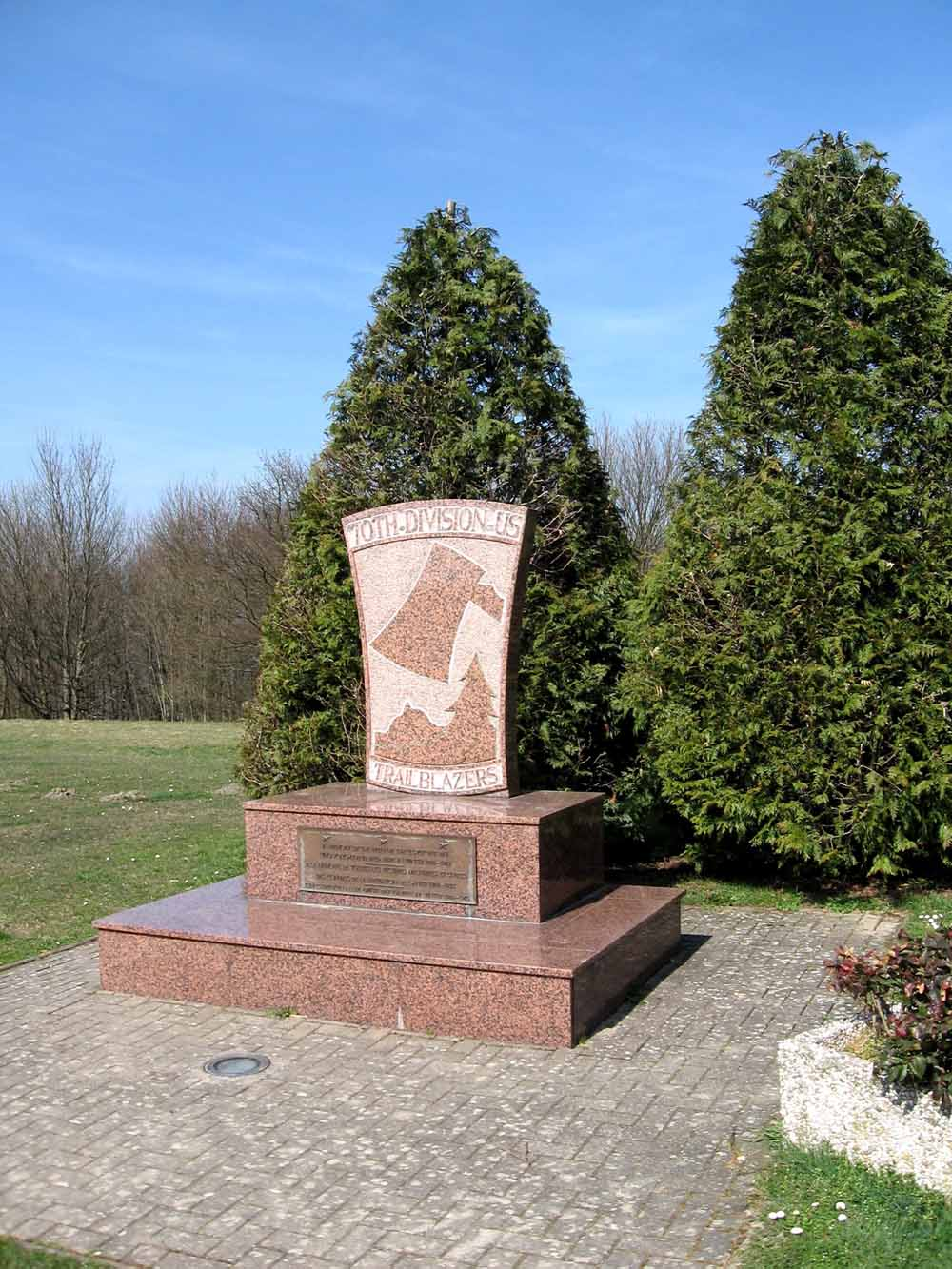
Mémorial en l'honneur des soldats de la division morts près de Spicheren.

## Seconde Guerre mondiale
Les trois régiments d'infanterie de la 70e division d'infanterie, les 274e, 275e et 276e, débarquèrent à Marseille, en France, du 10 au 15 décembre 1944, et furent regroupés dans la Task Force Herren sous le commandement du commandant adjoint de la division, Thomas W. Herren , avant l'arrivée du reste de la division le 18 janvier 1945. La Task Force Herren reprit les positions défensives le long de la rive ouest du Rhin, le 28 décembre 1944, à proximité de Bischwiller, au sud de la forêt de Haguenau. Des éléments prirent part aux combats pour arrêter l' opération allemande Nordwind, et attaquèrent l'ennemi à Philippsbourg et à Wingen entre Bitche et Haguenau. À la mi-janvier 1945, la Task Force se déplaça dans une zone directement au sud de Sarrebruck, où elle effectua des patrouilles de reconnaissance et de combat, et améliora ses positions défensives. À l'arrivée du reste de la division, la Task Force Herren fut dissoute.
La division continua ses patrouilles et ses raids de combat en préparation d'une offensive à la mi-février. Le 17 février 1945, la division attaqua juste en dessous de la Sarre. La 70e division s'avança sur les hauteurs surplombant Sarrebruck, s'engouffra dans Forbach, prit Stiring-Wendel et continua à travers la Sarre pour prendre Sarrebruck, le 20 mars 1945. En perçant les défenses de la ligne Siegfried le long de la rive nord de la Sarre, la division prit Völklingen et d'autres villes et villages de la Sarre. Le 31 mars, elle fut réaffectée à la 3e armée. En avril, elle participa à la réduction du bassin de la Sarre et, après le jour de la Victoire, fut engagée dans des missions d'occupation, avec des postes de commandement à Otterberg, Bad Kreuznach, Francfort et Oranienstein en Allemagne.

## Guerre Froide à nos jours
La division est réactivée comme unité de combat en 1952 et, en mai 1959, elle est réorganisée sous la forme de la 70e division d'entraînement à Détroit, avant de rejoindre Fraser (Michigan).
En 1979, l'unité est réorganisée sous la forme du 70e régiment avant d'être formellement désactivée le 15 novembre 1996. Le 124th Army Reserve Command reprend le titre de la division et ses traditions. En 2000, le 70th Regional Support Command devient le 70th Regional Readiness Command et entretient des relations avec les anciens combattants de la 70e division. 

## Lien web
- (en) « Association de la 70e division d'infanterie » (consulté le 1er mai 2016)
- (en) « Trailblazers: The Story of the 70th Infantry Division » (consulté le 1er mai 2016)